# Cuba (Missouri)
Cuba és una població dels Estats Units a l'estat de Missouri. Segons el cens del 2000 tenia 3.230 habitants.

## Demografia
Segons el cens del 2000, Cuba tenia 3.230 habitants, 1.295 habitatges, i 831 famílies. La densitat de població era de 422,7 habitants per km².
Dels 1.295 habitatges en un 34,4% hi vivien nens de menys de 18 anys, en un 47,7% hi vivien parelles casades, en un 13,2% dones solteres, i en un 35,8% no eren unitats familiars. En el 31,9% dels habitatges hi vivien persones soles el 16,6% de les quals corresponia a persones de 65 anys o més que vivien soles. El nombre mitjà de persones vivint en cada habitatge era de 2,4 i el nombre mitjà de persones que vivien en cada família era de 3,02.
Per edats la població es repartia de la següent manera: un 27,2% tenia menys de 18 anys, un 8,8% entre 18 i 24, un 26,5% entre 25 i 44, un 18,1% de 45 a 60 i un 19,4% 65 anys o més.
L'edat mediana era de 37 anys. Per cada 100 dones de 18 o més anys hi havia 79,4 homes.
La renda mediana per habitatge era de 24.127 $ i la renda mediana per família de 30.069 $. Els homes tenien una renda mediana de 24.348 $ mentre que les dones 17.958 $. La renda per capita de la població era de 12.665 $. Entorn del 16,3% de les famílies i el 20,1% de la població estaven per davall del llindar de pobresa.

## Poblacions més properes
El següent diagrama mostra les poblacions més properes.